# Tom Isbell
Tom Isbell (Minnesota, Estados Unidos, 8 de febrero de 1957) es un actor y escritor estadounidense. Se graduó en la Yale School of Drama y fue summa cum laude por la Universidad de Illinois.

## Biografía
En el 2012 obtuvo la cátedra de teatro en la Universidad de Minnesota. Participó como actor en varias series de éxito, en algún capítulo de Colombo, La ley de Los Ángeles o Se ha escrito un crimen, y apareció en papeles secundarios de películas de cierto renombre, como Peligro inminente, Mentiras arriesgadas o Abyss.
Es autor de varios montajes teatrales (como Richard III, Much Ado About Nothing, Our Town, Doubt, The Bourgeois Gentleman, Twelve Angry Men, The School for Scandal, The Factory Girls, The Mousetrap, Handing Down the Names, Dear Finder, The Movie Game y muchos otros) y en 2010 publicó su primera novela El quinto códice Maya (The fifth codex) con un aceptable éxito.